# The Cheese Special
The Cheese Special  è un cortometraggio muto del 1913. Il nome del regista non viene riportato.
Prodotto e distribuito dall'Universal Film Manufacturing Company (con il nome Joker), uscì in sala il 25 ottobre 1913.
Il soggetto è di Allen Curtis. Tra gli interpreti, Louise Fazenda qui in uno dei suoi primi film.

## Produzione
Il film fu prodotto dall'Universal Film Manufacturing Company (con il nome Joker).

## Distribuzione
Distribuito dall'Universal Film Manufacturing Company, uscì nelle sale cinematografiche degli Stati Uniti il 25 ottobre 1913.